# 珙桐

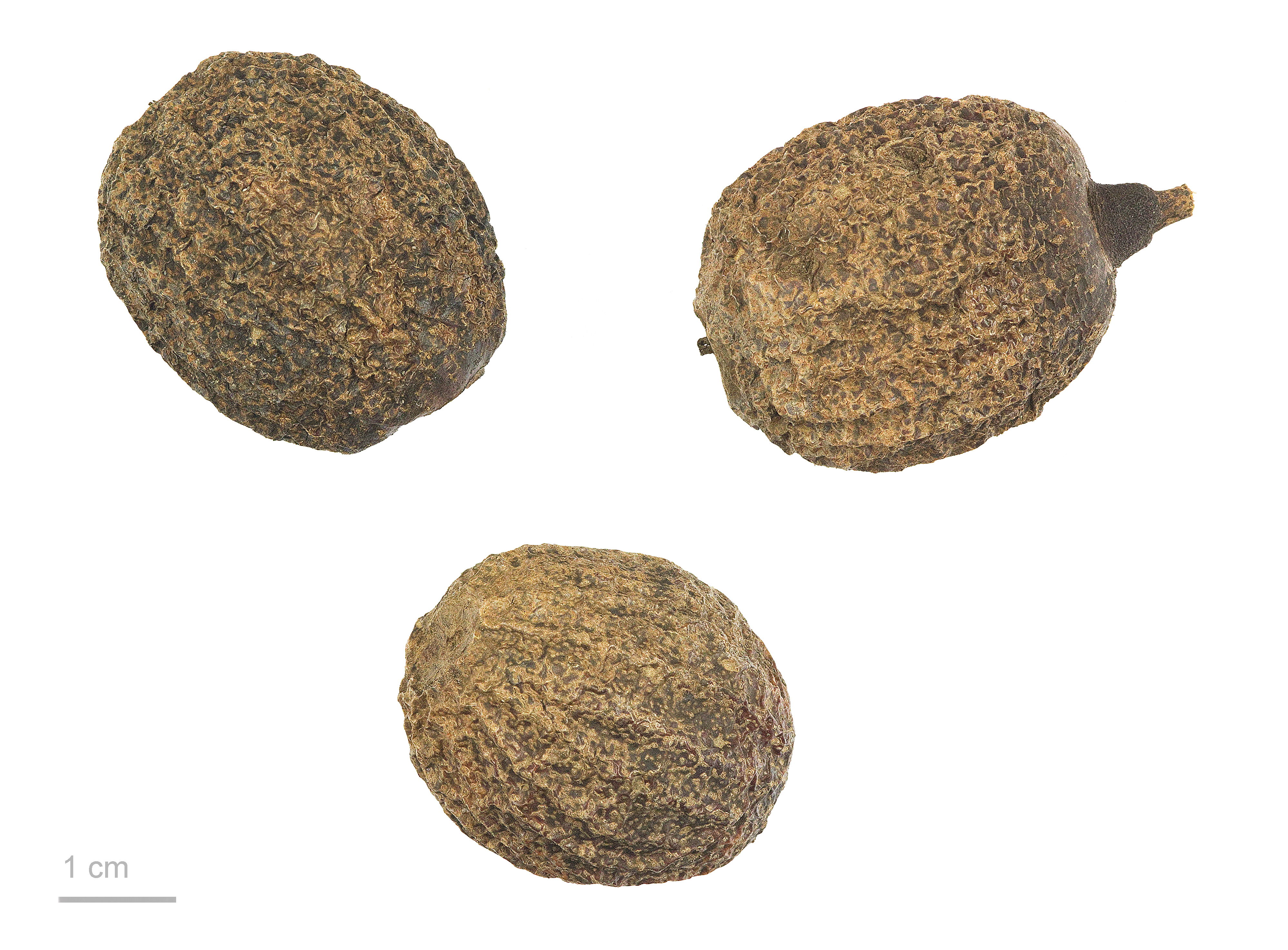
Davidia involucrata

珙桐，又称鸽子树、鸽子花树、水梨子，是一种孑遗植物，野生种只生长在中国中部湖北省和云贵高原北缘秦巴山地等地区。本属植物只有一种两品种，两种相似，只是一品种叶面有毛；另一品种光叶珙桐（Davidia involucrata Baill. var. vilmoriniana (Dode) Wanger.）则叶面无毛。
珙桐是被法国传教士譚衛道神父作为西方人首次发现并命拉丁种名，大卫神父也是为麋鹿命拉丁种名的人。1904年珙桐被引入欧洲和北美洲，成为有名的观赏树。
根据2009年APG III珙桐科现已被并入山茱萸科 

## 形态
落叶乔木，可生长到20－25米高。叶子广卵形，基部心形，边缘有锯齿。
珙桐的花是由多数雄花和一朵两性花合成一个球形的头状花序，但基部有两片乳白色的大苞片，在微风中随风飘扬，如同无数鸽子，非常美观，因此英语称为“鸽子树”。

珙桐 - Davidia involucrata
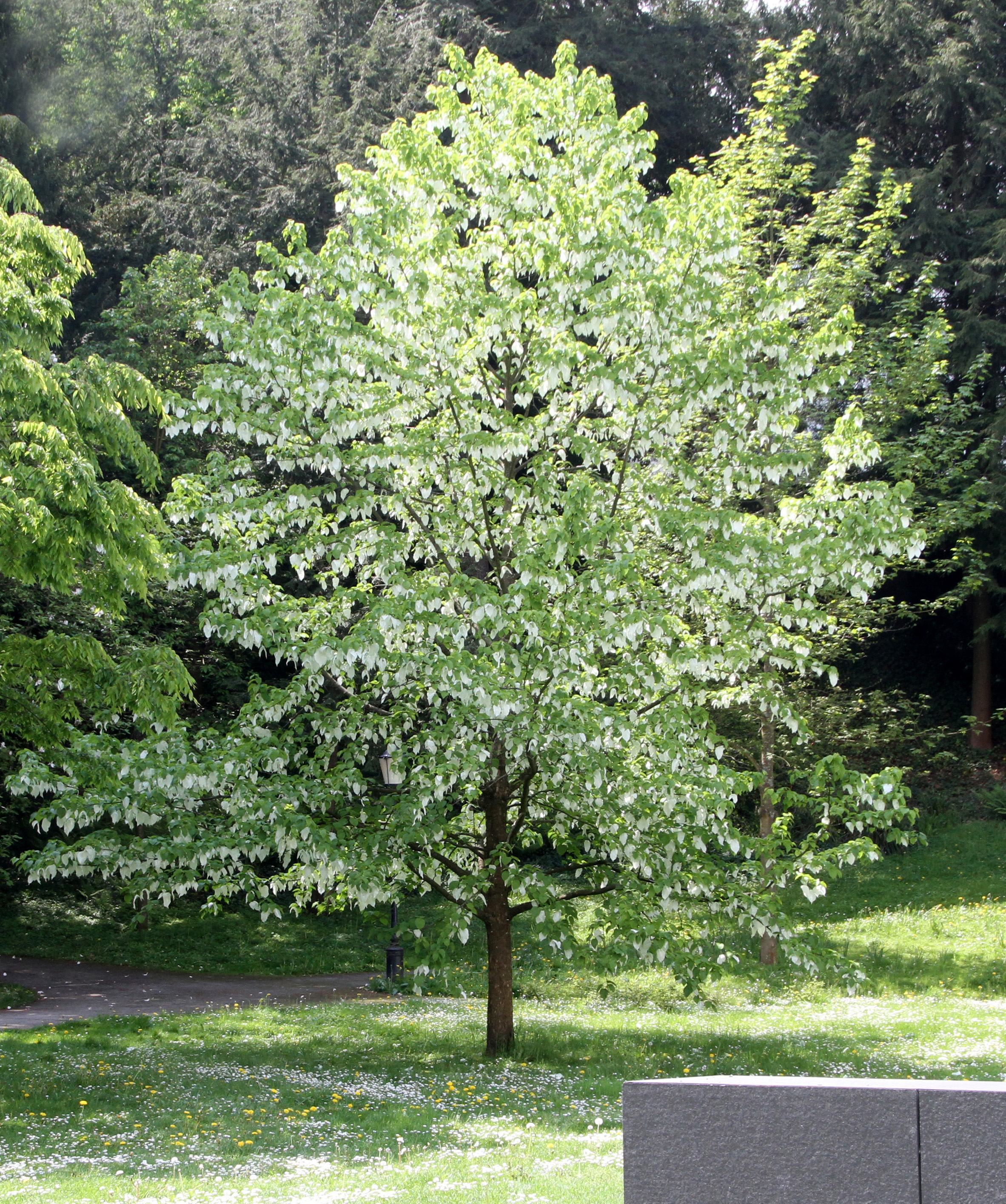
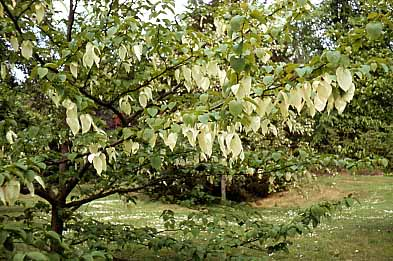
开花的珙桐幼树
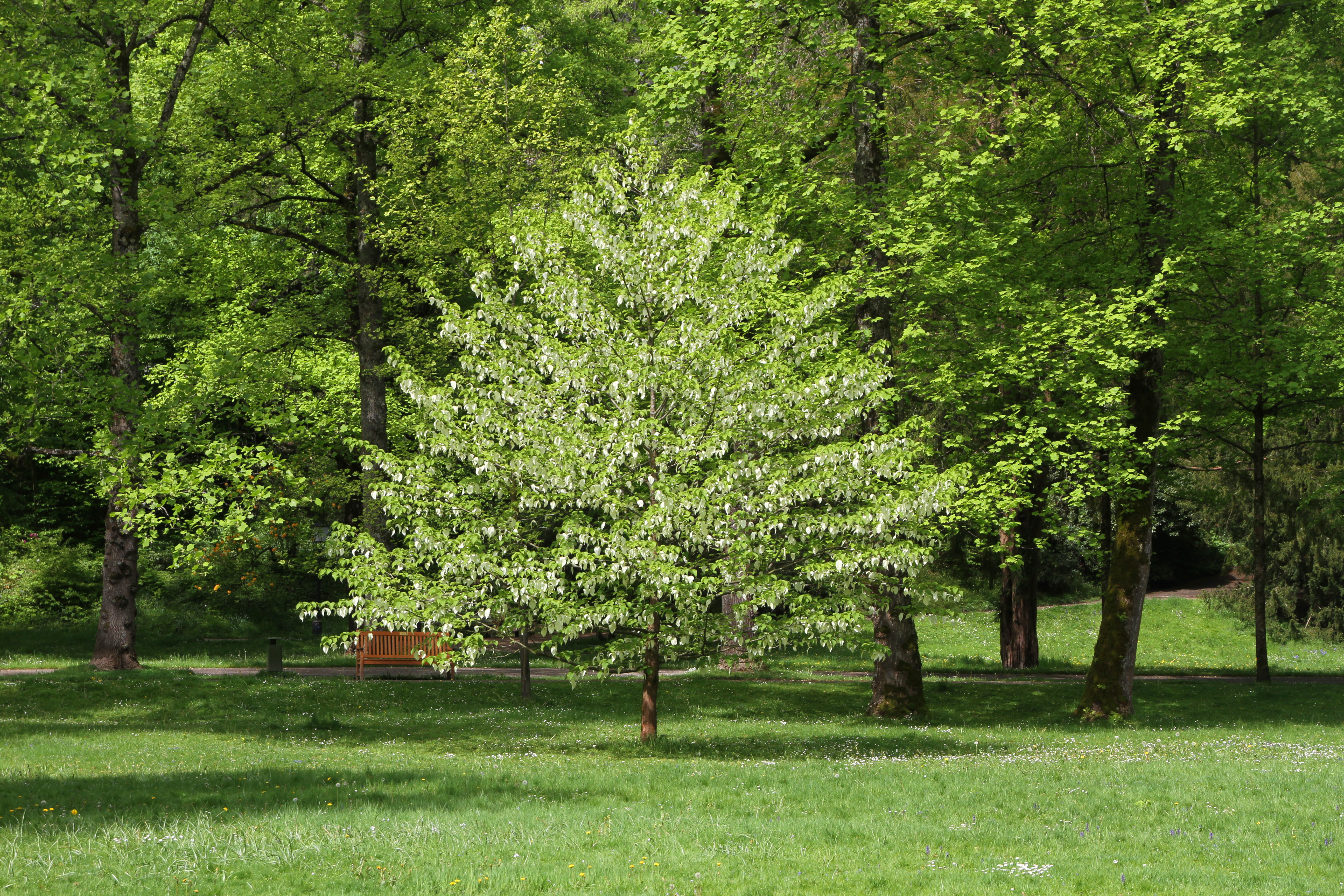
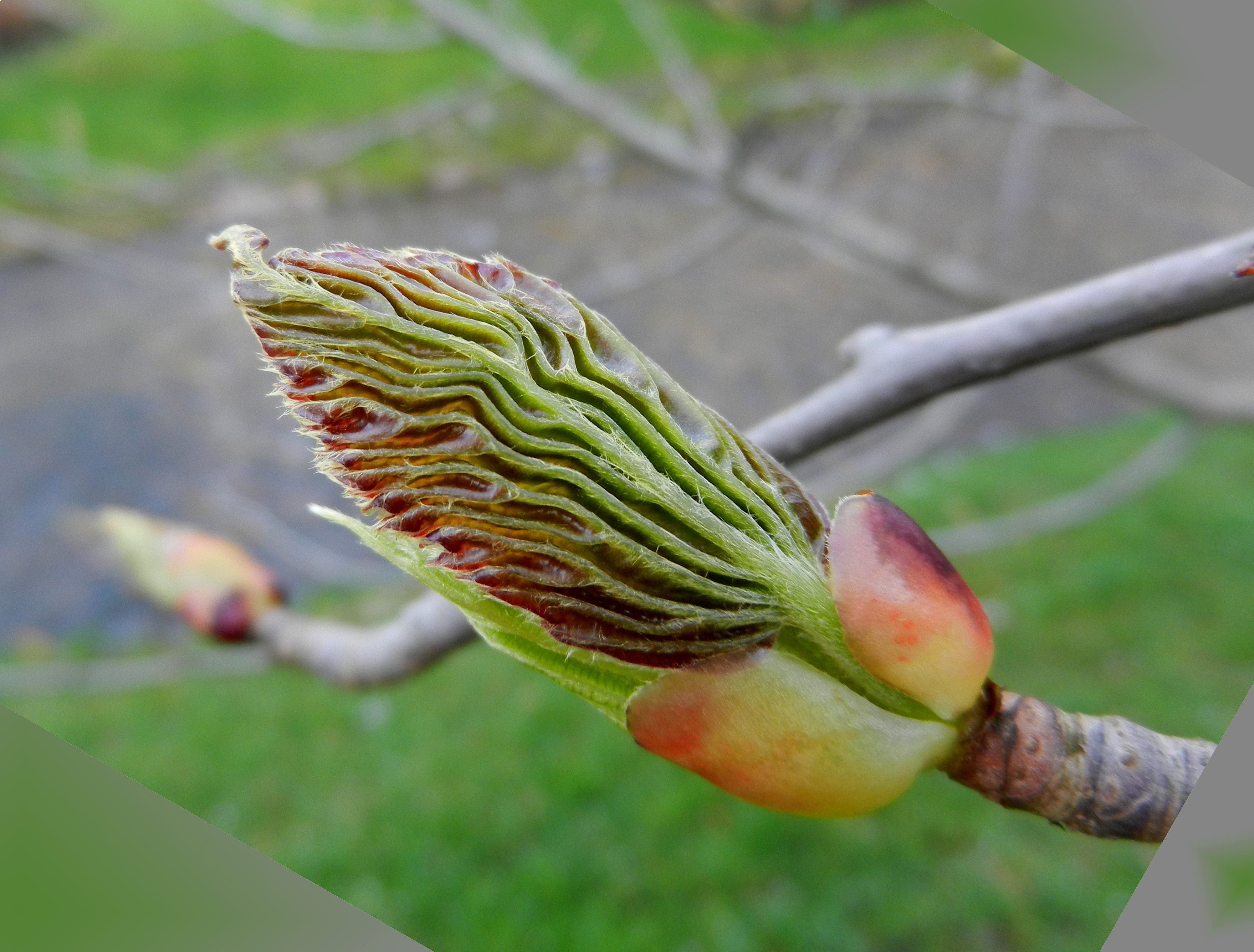
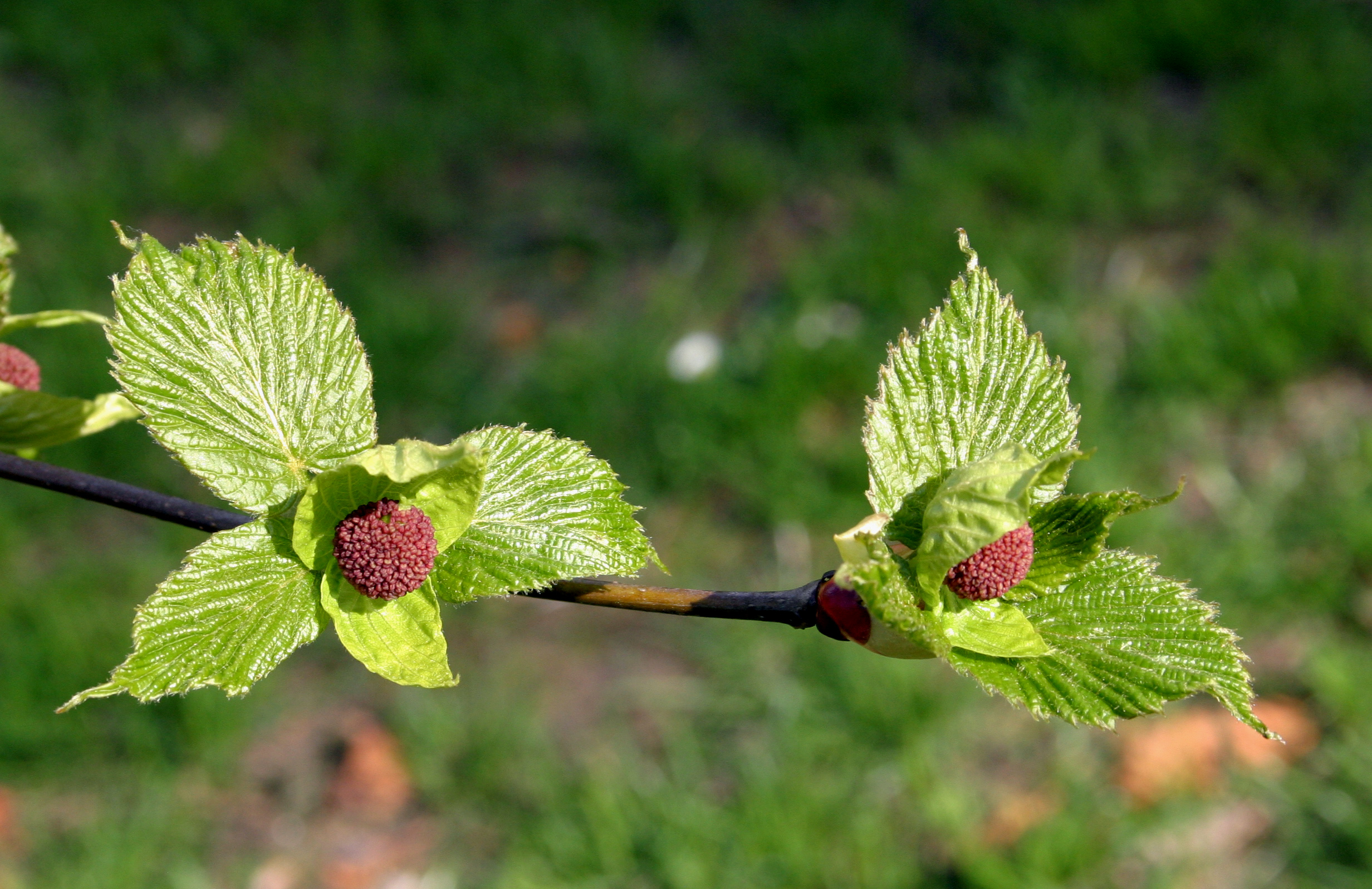
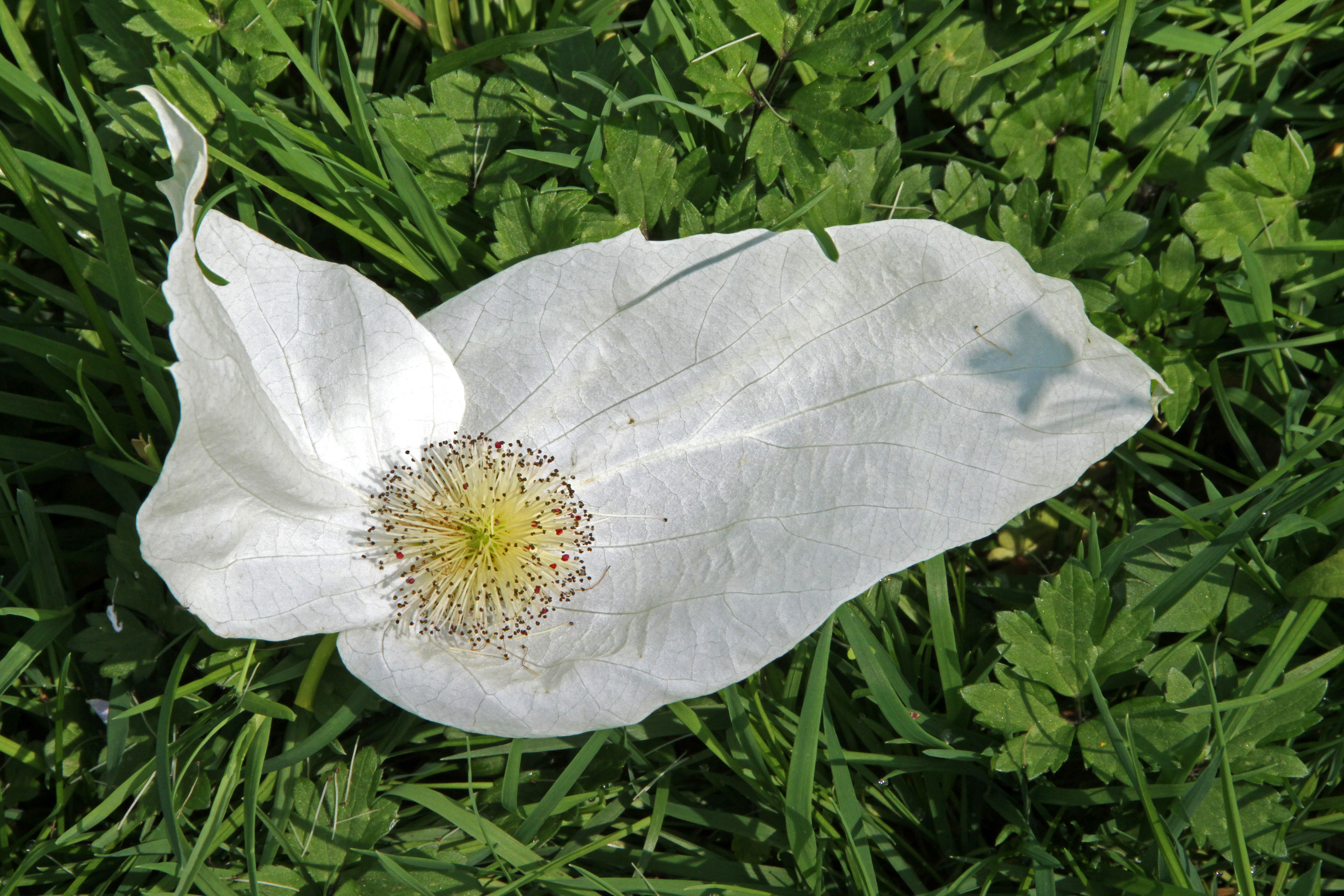
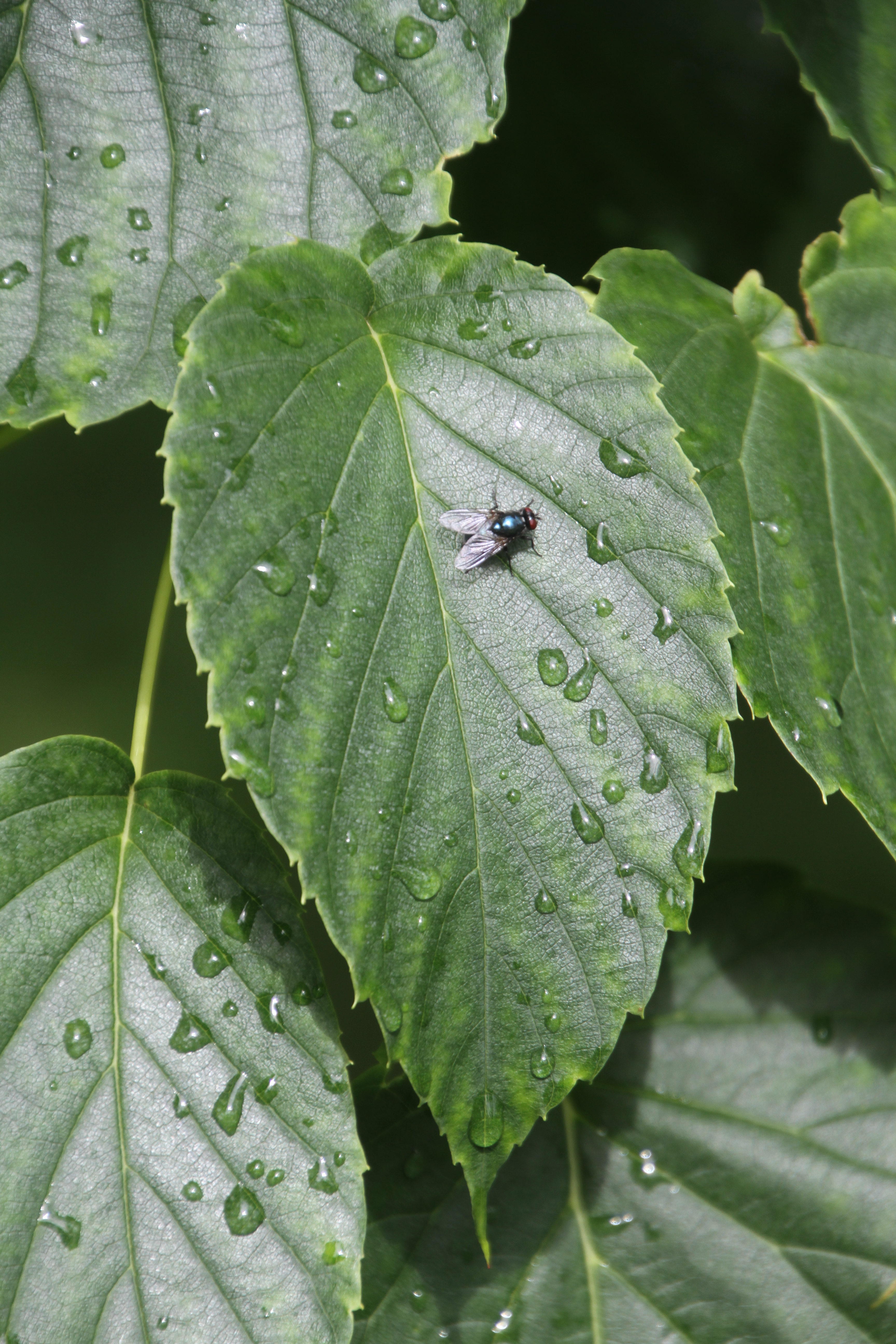
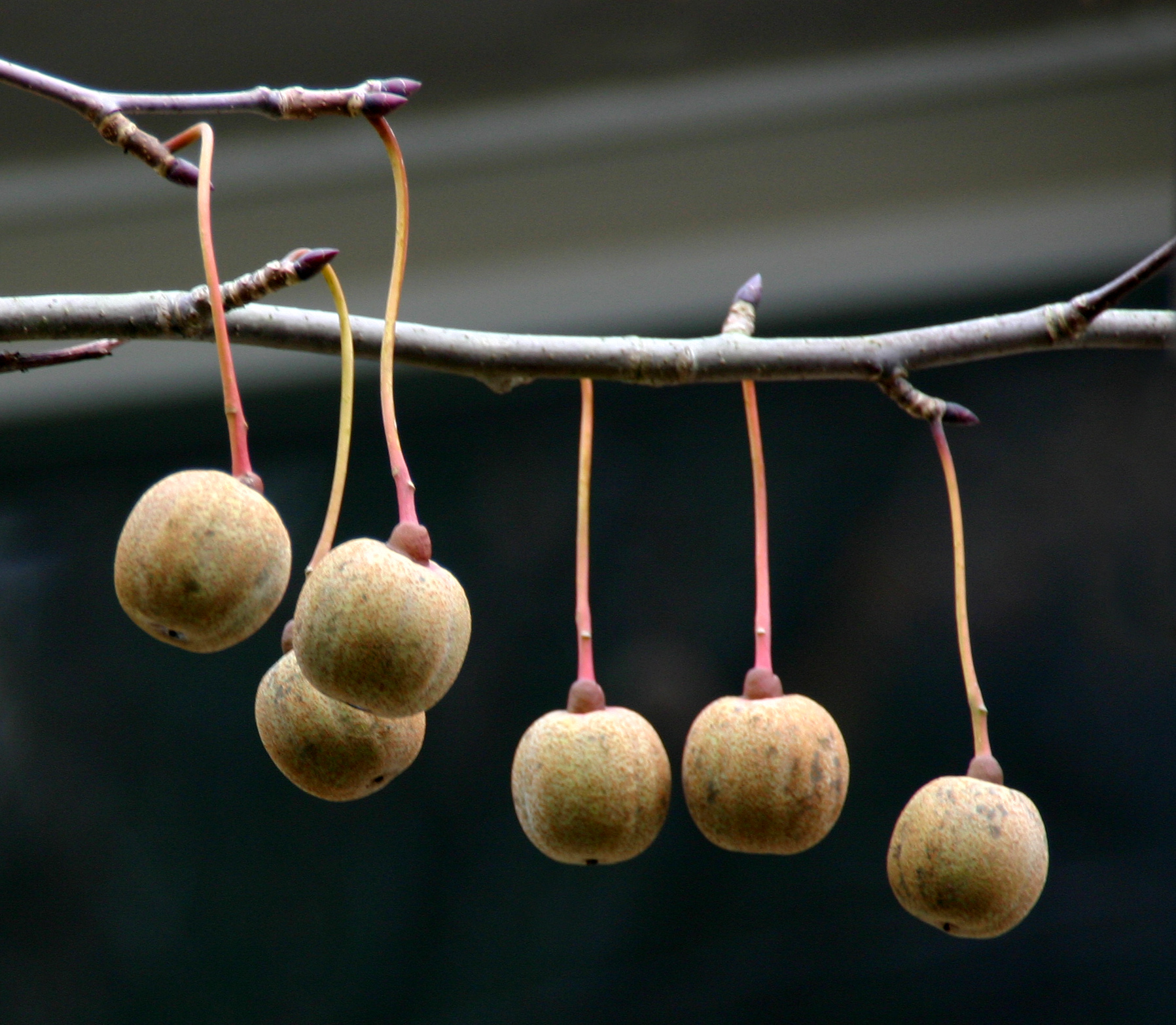
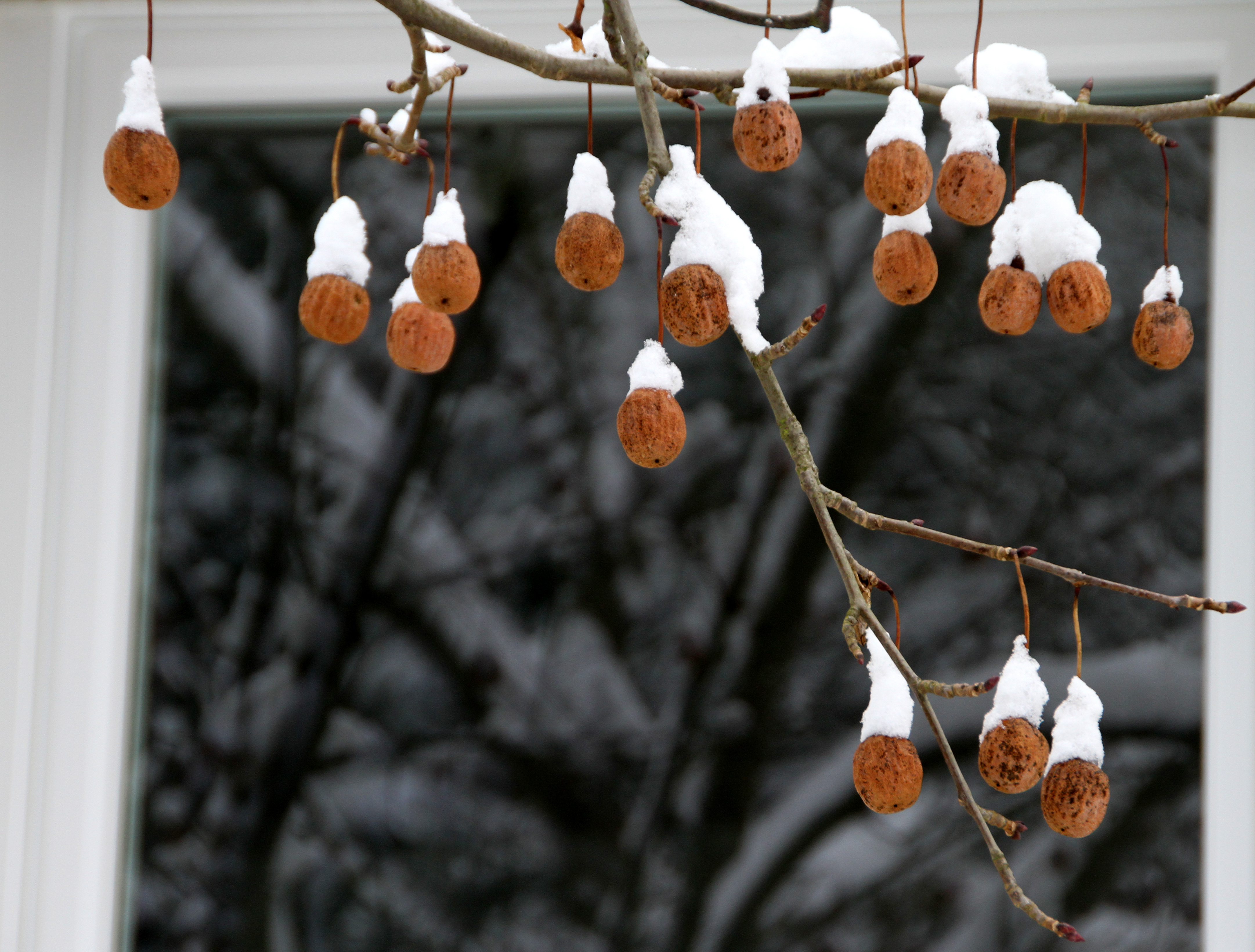